# 木野站 (北海道)

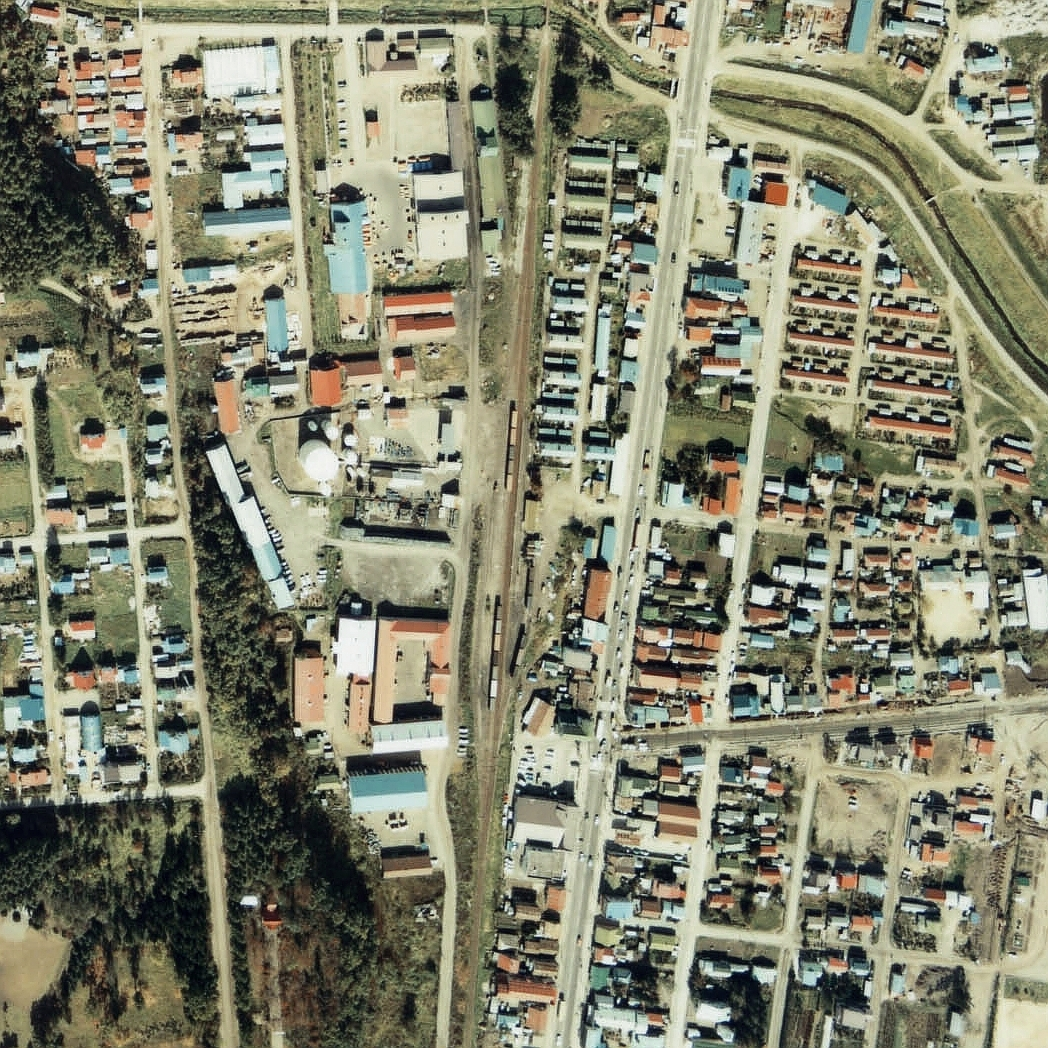
1977年的木野站與方圓約500米範圍。上方是士幌方向。

木野站（日语：／ Kino eki */?）是位於北海道河東郡音更町木野大通西6丁目，日本國有鐵道（國鐵）的士幌線車站（廢站）。隨著士幌線全線廢線，車站在1987年（昭和62年）3月23日廢除。

## 歷史
- 1925年（大正14年）12月10日 - 國有鐵道（士幌線）車站啟用。當時為一般車站[1]。
- 1960年（昭和35年）4月1日 - 成為業務委託車站[2]。
- 1974年（昭和49年）10月1日 - 車站處理貨物的種類只剩下車載貨物[1]。
- 1976年（昭和51年）11月20日 - 結束處理行李[1]。
- 1982年（昭和57年）
  - 9月10日 - 車站處理貨物的種類從車載貨物變為於專用線到發的車載貨物[1]。
  - 11月15日 - 全面停止處理貨物[1]。
- 1987年（昭和62年）3月23日 - 士幌線全線廢除，此站也廢除[1]。

### 名稱的由來
在1896年（明治29年），木野村甚太郎於該處開設了木野村組合殖民農場，由於車站位於農場內，因而名為「木野」站。

## 構造
截至車站廢除前，此站是地面車站，設有1面1線的單式月台。曾經站內設有2面3線的單式月台和島式月台。車站後方設有側線，車站旁邊靠近帶廣一方設有貨物起卸線。在廢除交會設備和停止處理貨物後被撤走。在車站廢除前，本線路軌呈彎曲是由於曾經設有轉轍器。
月台鄰接車站大樓，大樓位於站內東邊。車站西邊設有昭和石油的油庫。車站設有分支連接專用線。

## 周邊
車站東邊設有國道241號。車站西邊設有木野農業協同組合的倉庫。專用線延伸的地方不是油庫。
- 音更町公所木野分所
- 帶廣警署（日语：帯広警察署）木野交番
- 木野郵局
- 北洋銀行木野支店
- 帶廣信用金庫（日语：帯広信用金庫）木野分店
- 木野農業協同組合（JA木野）
- 十勝巴士（日语：十勝バス）、北海道拓殖巴士（日语：北海道拓殖バス）「木野農協前」巴士站 - 士幌線替代路線，札幌方向的城際巴士等

## 現況
在鐵路相關設備撤走，車站遺址建設了停車場。在2014年（平成26年）10月，車站附近公園行人路處設置了展板說明該處曾經設有車站（音更站、駒場站和武儀站也是同樣），截至2018年（平成30年）7月也是同樣。

## 相鄰車站
日本國有鐵道
士幌線
帶廣－木野－音更

## 注腳
1. 1 2 3 4 5 6  停車場変遷大事典 国鉄・JR編 Ⅱ JTB 1998年10月發行。
2. ↑  JR釧路支社「鉄道百年の歩み」平成13年12月發行。
3. ↑  本多 貢. 児玉　芳明 , 编. . 札幌市: 北海道新聞社. 1995-01-25: 143  [2018-10-18]. ISBN 4893637606. OCLC 40491505 （日语）.
4. ↑  札幌鉄道局編 (编). . 北彊民族研究会. 1939: 70. NDLJP: 1029473 （日语）.